# あざれあ
あざれあは、新日本海フェリーが運航するフェリーである。

## 概要
三菱重工業下関造船所にて建造され、2017年6月28日に小樽 - 新潟航路に就航。
船名はツツジ科ツツジ属に分類される西洋ツツジの和名アザレアに由来する。
1番船のらべんだあと本船の就航により、それまで小樽 - 新潟航路に就航していたらいらっく・ゆうかりを敦賀 - 新潟 - 秋田 -  苫小牧東航路の寄港便へ転配し、最古参のフェリーあざれあ・フェリーしらかばを置換えた。
進水式では、ヴァイオリニストの千住真理子が支綱切断を行った。
2018年5月には、省エネ船型や高効率推進システム等による船体抵抗の低減と推進効率向上を評価されシップ・オブ・ザ・イヤー2017大型客船部門を受賞。
2020年には、姉妹船らべんだあと共にSOxスクラバーを搭載し、ファンネルが大型のものに変更された。

## 設計
らべんだあの同型船である。らべんだあ船内と異なる設備の愛称は以下の通り。
- レストラン「白樺」
- グリル「大樹」
- カフェ「RABBIT」
- フォワードサロン「帆風」

## 船内

### 船室
専用テラス付デラックスルームAが12室増の32室となるなど個室を増やし、新設のペット同伴室（2室）を含む全116室を設置。先に建造されたすいせん・すずらんと同様に大部屋寝台化でプライベートベッドとなり、従来の2等和室はない。

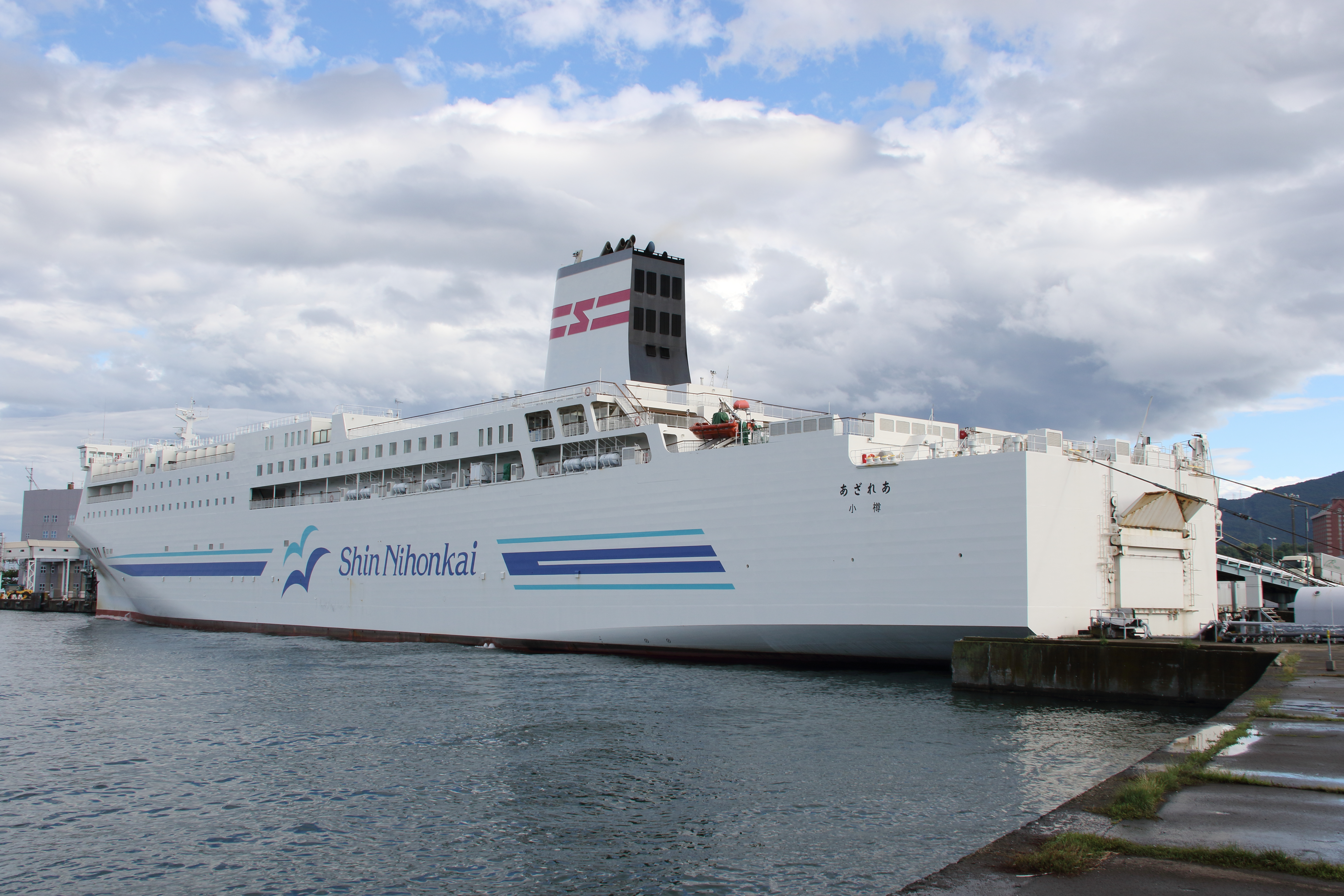
小樽港に停泊するあざれあ

設置僚船のらべんだあと同様に最上層6階の展望浴室には露天風呂を設置するほか、プロムナード・シアタールーム廃止ならびにゲームコーナーの大幅縮小により、従来のフェリーよりも客室スペースを広く取る。